# Bodies Bodies Bodies
Bodies Bodies Bodies (bra: Morte Morte Morte; prt: Corpos, Corpos, Corpos) é um filme slasher de humor ácido de 2022 dirigido por Halina Reijn. O filme é estrelado por Amandla Stenberg, Maria Bakalova, Myha'la Herrold, Chase Sui Wonders, Rachel Sennott, Lee Pace e Pete Davidson.
O filme estreou no festival South by Southwest em 14 de março de 2022. Bodies Bodies Bodies foi lançado nos Estados Unidos em 5 de agosto de 2022, pela A24.

## Sinopse
Um grupo de sete jovens dá uma festa em uma mansão remota durante um furacão, hospedada pelos amigos de infância Sophie (Amandla Stenberg), que alcançou a sobriedade recentemente, e David (Pete Davidson), um rapaz excessivamente rico. Bee (Maria Bakalova) é a namorada de Sophie e é nova no grupo de amigos; ela é ingênua para o tipo de festa que eles organizaram e come uma grande quantidade de bolo sem perceber que é um comestível de cannabis. Uma convidada, Jordan (Myha'la Herrold), alerta Bee que Sophie não é quem parece. Sophie não falava com os amigos há algum tempo, devido à reabilitação, e a dinâmica social é estranha entre eles. O grupo decide jogar um jogo de festa chamado "Bodies Bodies Bodies", uma brincadeira no estilo "detetive". O jogo vai mal e fragiliza ainda mais as amizades, com David discutindo com todos desde a sua namorada Emma (Chase Sui Wonders) até o estranho Greg (Lee Pace), o novo namorado de Alice (Rachel Sennott) e o mais velho do grupo. Eles terminam o jogo, mas logo descobrem que um assassinato real ocorreu e precisam procurar novamente o assassino entre eles.

## Elenco
- Amandla Stenberg como Sophie
- Maria Bakalova como Bee
- Myha'la Herrold como Jordan
- Chase Sui Wonders como Emma
- Rachel Sennott como Alice
- Lee Pace como Greg
- Pete Davidson como David
- Conner O'Malley como Max

## Produção
Em março de 2018 a A24 adquiriu os direitos do roteiro de Bodies Bodies Bodies, escrito por Kristen Roupenian. Em setembro de 2019, foi anunciado que o filme seria dirigido e reescrito por Chloe Okuno, algo que acabou não se concretizando. Em abril de 2021 foi divulgado que Amandla Stenberg e Maria Bakalova haviam se juntado ao elenco, com Pete Davidson e Myha'la Herrold em negociações para participar do projeto. Bakalova disse ter medo de estar em um filme de terror, medo de assisti-los, mas que sabia que os filmes da A24 eram mais profundos; ela disse que o filme era "mais como uma comédia para adultos". Em maio de 2021, Lee Pace, Rachel Sennott, Chase Sui Wonders e Conner O'Malley juntaram-se ao elenco do filme, e Davidson e Herrold confirmaram sua entrada no elenco.
As filmagens começaram em maio de 2021.

### Trilha sonora
A trilha sonora original do filme foi composta pelo músico Disasterpiece. A canção "Hot Girl" foi cantada por Charli XCX e lançada como single em 26 de julho de 2022. O álbum da trilha sonora do filme foi lançado em 10 de agosto de 2022 pela A24 Music.

## Lançamento
O filme estreou no festival South by Southwest em 14 de março de 2022. Bodies Bodies Bodies foi lançado nos Estados Unidos em 5 de agosto de 2022. O filme será distribuído pela Stage 6 Films internacionalmente. Em Portugal, o filme estreou no dia 6 de setembro no MOTELX. No Brasil, o filme tem a estreia prevista para 6 de outubro.

## Recepção

### Bilheteria
No seu fim de semana de estreia, Bodies Bodies Bodies faturou US$ 226.653 em seis cinemas de Los Angeles e Nova Iorque. A média de US$ 37.775 por cinema foi a segunda melhor de 2022 entre os filmes que tiveram lançamento limitado, atrás apenas de Everything Everywhere All at Once que teve uma média de US$ 50.130 em março. O filme foi exibido em 1.283 cinemas em seu segundo fim de semana, com uma previsão para arrecadar entre 2 e 3 milhões de dólares; cerca de 3,1 milhões de dólares foram arrecadados e o filme ficou na oitava posição das maiores bilheterias daquele fim de semana. No terceiro fim de semana, Bodies Bodies Bodies foi exibido em 2.541 cinemas e arrecadou 2,6 milhões de dólares, terminando na décima posição. O filme arrecadou 1,1 milhão de dólares no final de semana seguinte e ficou na décima quarta posição entre as melhores bilheterias.

### Crítica
No agregador de críticas Rotten Tomatoes, 85% das 193 resenhas do filme são positivas, com uma nota média de 7,1/10. O consenso do site diz: "Com um elenco impecável e inteligentemente escrito, Bodies Bodies Bodies é um whodunnit incomumente bem-feito." No Metacritic, que usa média ponderada, Bodies Bodies Bodies possui uma pontuação de 70/100 baseada em 42 críticas, indicando "críticas geralmente favoráveis". O público pesquisado pelo PostTrak deu ao filme uma média de 3 de 5 estrelas, com 63% dos entrevistados dizendo que definitivamente o recomendariam.
Abby Olcese, escrevendo para o RogerEbert.com, elogiou o uso da música e fotografia para realçar a sensação de localização única do filme, que se passa em uma mansão. O Bloody Disgusting achou forte a sátira social do filme e seu uso do cenário para destacar isso. Lovia Gyarkye, do The Hollywood Reporter, elogiou o filme e o considerou um estudo psicológico dos arquétipos da amizade e da era digital, ao mesmo tempo em que mostra uma compreensão das ansiedades dos vinte e poucos anos. Robert Daniels, do IndieWire, escreveu que a direção de Reijn foi o ponto mais forte do filme e elogiou o roteiro pela sua temática social. Em contrapartida Erin Brady, da Little White Lies, pensou que o filme se "desfez" no final porque "é um filme que afirma entender como a geração Z trata tópicos sociais...[porém] retratando alguns desses temas de forma estereotipada". No entanto, Brady elogiou o filme, dizendo que Bodies Bodies Bodies é bem ritmado e que é difícil de resistir à sua diversão. Para a IGN, Rafael Motomayor escreveu que "[o filme] falha um pouco no que diz respeito às conversas da geração Z. É como tivessem vários marcadores nos diálogos que eles trocaram com qualquer termo que um adolescente dissesse que os jovens usam hoje em dia".
Valerie Complex, da Deadline Hollywood, elogiou o elenco e disse que "cada ator tem seu próprio estilo que traz um sabor variado ao filme, o que torna o elenco uma alegria de assistir, mesmo que seus personagens sejam insuportáveis". Owen Glieberman, da Variety, elogiou a direção do filme por dar aos personagens e atores espaço para explorar. Complex e Daniels disseram que os personagens como foram escritos são fracos, mas as atuações os elevaram. Rachel Sennott foi constantemente considerada o destaque do filme, embora Erin Brady tenha considerado Myha'la Herrold como tal. Lovia Gyarkye escreveu que ninguém pode negar o talento dos atores, destacando o desempenho de Herrold e Amandla Stenberg. Robert Daniels elogiou Sennott e Pete Davidson, e Marya E. Gates do The Playlist elogiou o elenco inteiro, enquanto destacava as atuações de Davidson e Maria Bakalova. Aurora Amidon, da Paste, sentiu que todo o elenco foi bem-sucedido, mas que as habilidades cômicas de Bakalova foram desperdiçadas ao interpretar uma personagem séria.
Glieberman descreveu o filme como o "And Then There Were None da era do Instagram." Marya E. Gates sentiu que algumas cenas eram desnecessariamente longas, mas disse que Bodies Bodies Bodies está "destinado a ter seu lugar em listas de filmes favoritos de comédia e terror, como Jennifer's Body e Scream"; Por outro lado, Lovia Gyarkye disse que o filme pode não agradar os fãs do gênero slasher. Eileen Jones, da Jacobin, fez uma crítica negativa ao filme, resumindo: "Como tantos filmes de terror que tentam ser subversivos, Bodies Bodies Bodies tenta satirizar a classe alta. Mas tudo o que oferece são clichês cansados e preguiçosos sobre a Geração Z."